# 核心家庭

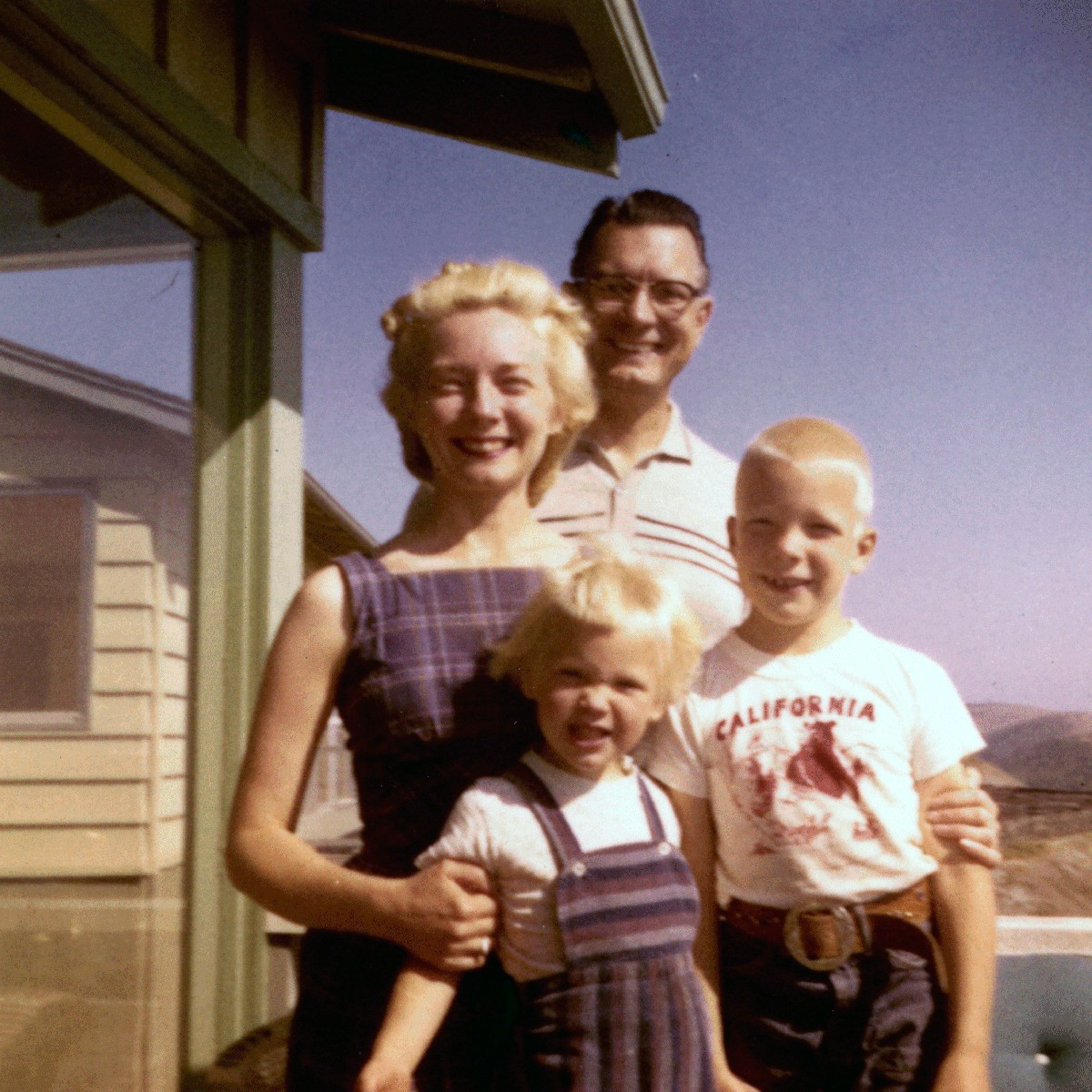
1955年美國的核心家庭，由父、母、兒、女組成

核心家庭，也称为核家庭（英語：Nuclear family），是地球上人类最廣泛的家庭模式，指的是以異性婚姻或同性婚姻为基础，其父母与未婚子女共同生活的家庭。
与核心家庭相对的模式为“大家庭”，即華人所說之家族。核心家庭的觀念起源於西方國家，由於西化、教育的普及、個人可支配收入的提高以及不再有傳宗接代觀念的束縛，目前全世界的家庭结构均呈现出脫離大家庭，向核心家庭收束的趋势，這個趨勢年年越加明顯。

## 內容
核心家庭的成员只有配偶两人及其未婚子女，因此，成员家庭负担相对减轻，从而具有更大的流动性。另一方面，核心家庭的成员也相对缺乏家庭支持与陪伴。
儘管不同社會中的家庭結構可能有所不同，但所有的人類社會都有某種形式的家庭，也就是說，家庭是普世文化通則之一；另外美國人類學家默多克（George P. Murdock）在1949年指出，核心家庭存在於所有的人類社會當中，核心家庭要不就是一個社會中唯一主要的家庭形式，要不就是更大型的家庭當中的基礎單位，在所有的人類社會中，核心家庭都是顯著且具有強大作用的團體。